# 悪魔RELATIVITY
『悪魔RELATIVITY』(あくまリラティヴィティー)は、聖飢魔IIの第二十五教典で、前作と同様英語で新緑したセルフカヴァー7曲、そして今回新たに作詞作曲した新曲4曲（歌詞は日本語）の計11曲を収録した作品。
初回生産限定盤と通常盤があり、前者には「BABIES IN THEIR DREAMS」のVideo Clipを収録したDVDが同梱されている。

## 収録曲
CD
1. GO AHEAD!
2. OVERTURE〜WINNER!
3. STAINLESS NIGHT
4. 1999 SECRET OBJECT
5. JACK THE RIPPER
6. REVOLUTION HAS COME
7. OVERTURE〜BAD AGAIN "TIME TO BE A MAN OF THE WILD"
8. 俺様はアナニマス
9. BABIES IN THEIR DREAMS
10. LET ME BE YOUR FRIEND
11. DESERTED HERO

DVD
※初回生産限定盤のみ。
1. BABIES IN THEIR DREAMS (Video Clip)

## 演奏者
- HE.DEMON KAKKA - ボーカル
- E.M.JAIL O`HASHI - ギター
- G.S.LUKE TAKAMURA - ギター
- Dr.XENON ISHIKAWA - ベース
- H.H.RAIDEN YUZAWA - ドラムス
- KAIJIN MATSUZAKI SAMA - キーボード
- E.C.J.ZOD HOSHIJIMA - コーラス